# 路易吉·萨尔托尔
路易吉·萨尔托尔（義大利語：Luigi Sartor，1975年1月30日—），意大利男子足球运动员，司职后卫。他曾代表意大利国奥队参加1996年夏季奥林匹克运动会足球比赛，获得第十二名。